# بوتیمار
بوتیمار یا غم‌خورک گونه‌ای پرندهٔ آبچر از راسته پلیکان‌سانان، تیرۀ حواصیلان است. ویژگی اصل این پرنده که آن را از دیگر اعضای تیرۀ حواصیلان متمایز می‌کند، گردن کوتاه‌تر آن است.
دو زیرگونه از بوتیمار در ایران به همین نام شهره‌اند که در سیستان و سواحل خزر به میان نیزارها و باتلاق‌ها به فصول پرباران می‌زیند. این دو عبارت‌اند از بوتیمار و بوتیمار کوچک. بوتیمار آهسته و به‌دشواری و در ارتفاعی کم پرواز می‌کند و گردن خود را هنگام پرواز جمع می‌کند و به هنگام خطر بی‌حرکت می‌ایستد و منقار خویش را به شکلی ویژه عمودی نگاه می‌دارد و به شکلی گوژپشتانه حرکت می‌کند یک نوع از بوتیمار در منطقه چمچمال استان کرمانشاه زندگی می‌کند که در زبان محلی به آن «واق» می‌گویند. وی رابطه نامأنوسی با انسان دارد و بیشتر از انسان دوری می‌جوید و صبح زود یا به هنگام غروب از نهانگاه خود بیرون می‌آید.

## در ادب پارسی
بوتیمار از جمله مرغان افسانه‌ای ادبیات پارسی است که به تنگ‌چشمی و بخیلی آوازه است. مشهور است که بوتیمار همیشه در تشنگی به سر می‌برد اما آن هنگام که به رودخانه و دریا می‌رسید، چه غم بسیار می‌خورد که مبادا آب دریا تمام شود و او از تشنگی بمیرد، از این جهت آب نمی‌خورد. بوتیمار به معنای صاحب غم‌خواری است.
از بوتیمار با نام‌هایی دیگر چون کیلان، غم‌خورک، ماهی‌خوار، هوقار و مرغ غصه نیز یاد می‌کنند.

### بوتیمار در شعر پارسی
| تو همچون گل ز خندیدن لبت با هم نمی‌آید |  | روا داری که من بلبل چو بوتیمار بنشینم (سعدی)   |
| تا به بستان ضمیرت گل معنی بشکفت       |  | بلبلان از تو فرومانده چو بوتیمارند (سعدی)      |
| مَثَلِ جام و پارسایان است                |  | لب دریا و مرغ بوتیمار (خاقانی)                 |
| گفت ای انوری آخر چه فتادست ترا        |  | که فرورفته‌ای و غمزده چون بوتیمار (انوری)       |
| مرا آید ز بوتیمار خنده                |  | لب دریا نشسته سرفکنده (عطار نیشابوری)          |
| ندارم غصه دانه اگر چه گرد این خانه    |  | فرورفته به اندیشه چو بوتیمار می‌گردم (مولانا)   |
| بط شراب چو طاوس مست بال گشود          |  | کشید سر به گریبان خود چو بوتیمار (صائب تبریزی) |
| مرغکی عاشق آبست‌که بوتیمارش            |  | نام از آنست که پیوسته بود با تیمار (قاآنی)     |

### در نثر
و آن مرغی است که کنار شط از تشنگی هلاک می‌شود، از بیم آن که اگر بنوشد، آب شط تمام شود. (تماماً مخصوص - عباس معروفی)

## گونه‌ها
پرندگانی که به نام بوتیمار شناخته می‌شوند و عضو زیرخانوادهٔ Botaurinae به‌شمار می‌روند عبارت‌اند از:
- زیرخانوادهٔ Botaurinae
  - سرده غمخورک‌ها
    - بوتیمار کوچک، Ixobrychus minutus
    - بوتیمار کوچک استرالیایی، Ixobrychus dubius
    - بوتیمار کوچک نیوزیلندی، Ixobrychus novaezelandiae (منقرض)
    - بوتیمار دارچینی، Ixobrychus cinnamomeus
    - بوتیمار پشت‌راه‌راه، Ixobrychus involucris
    - بوتیمار کمینه، Ixobrychus exilis 
    - بوتیمار زرد،  Ixobrychus sinensis
    - بوتیمار شرنک، Ixobrychus eurhythmus 
    - بوتیمار کوتوله، Ixobrychus sturmii
    - بوتیمار سیاه، Ixobrychus flavicollis

  - سردهٔ بوتیمارهای بزرگ
    - بوتیمار آمریکایی، Botaurus lentiginosa.
    - بوتیمار اوراسیایی یا بوتیمار بزرگ، Botaurus stellaris
    - بوتیمار آمریکای جنوبی، Botaurus pinnatus
    - بوتیمار استرالزی، Botaurus poiciloptilus
    - Botaurus hibbardi (فسیل)

  - سرده Zebrilus (بوتیمارهای زیگزاگی)
    - حواصیل زیگزاگی (یا درستش بوتیمار زیگزاگی)، Zebrilus undulatus